# Lokomotivverkstedet

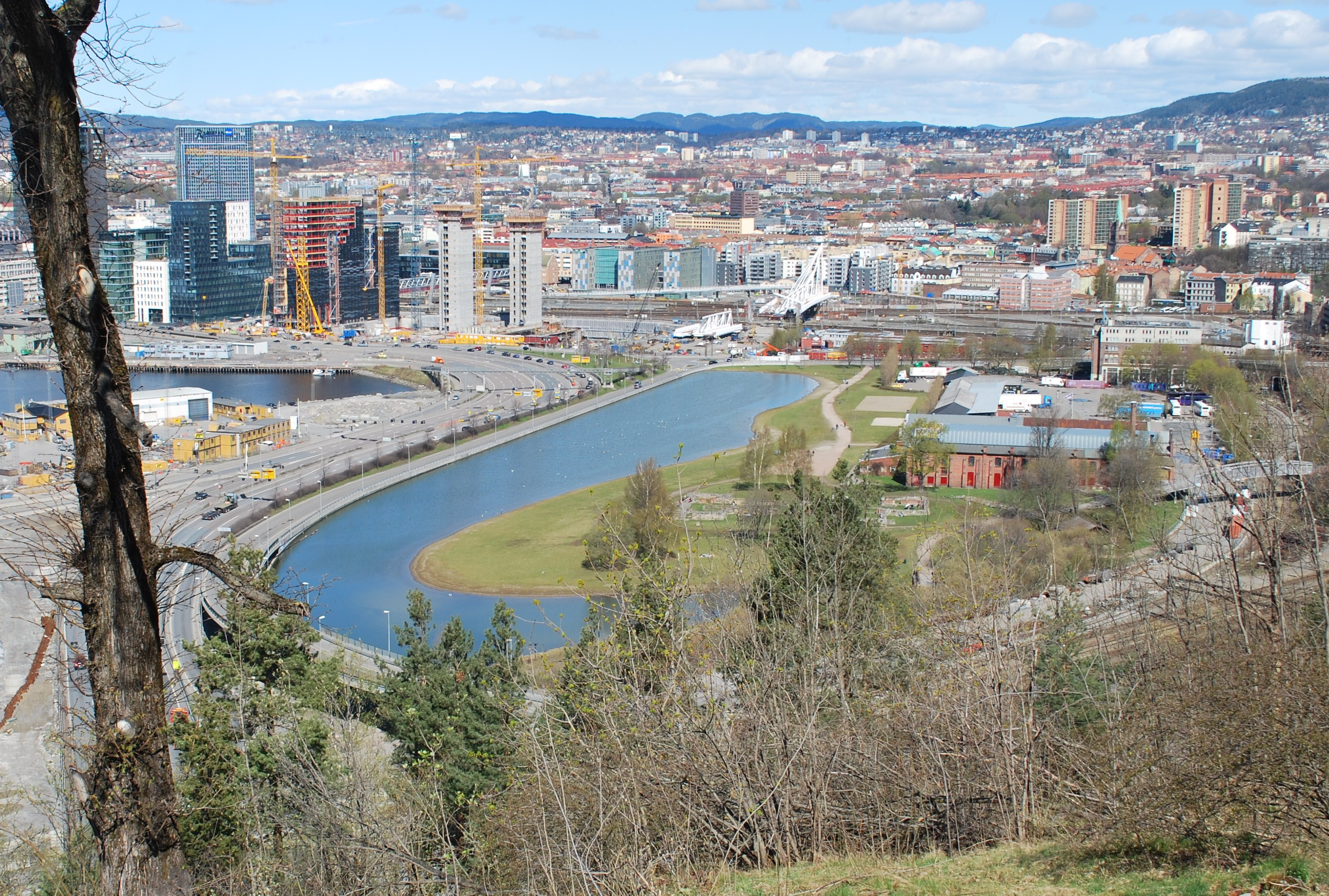
Lokomotivverkstedets placering i Middelalderparken

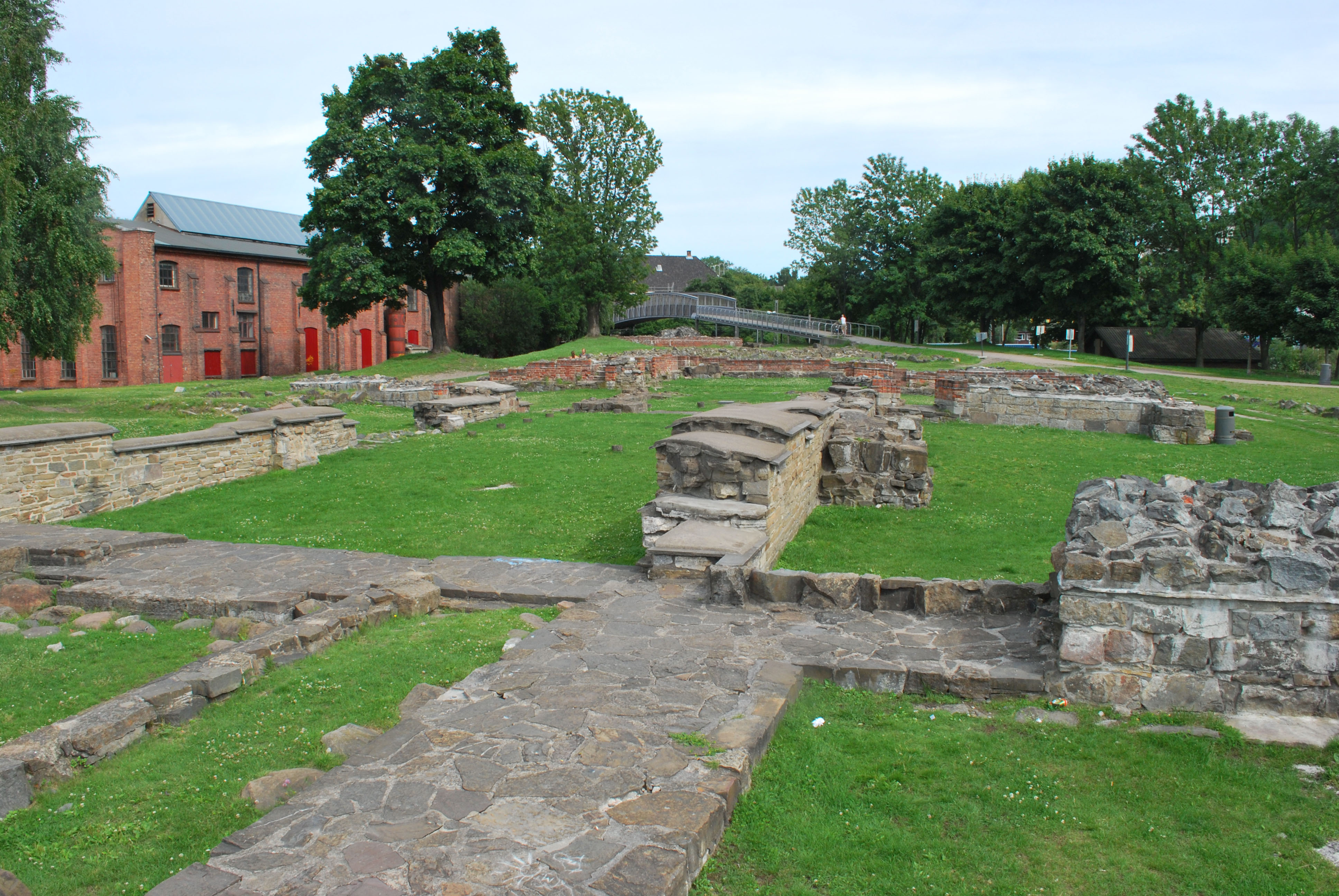
Ruinen av Mariakirken med Lokomotivverkstedet i bakgrunden

Lokomotivverkstedet är en norsk industribyggnad, som uppfördes som lokverkstad för Norges statsbaner 1890–1893 i Oslostadsdelen Gamlebyen. Den södra delen av verkstaden ligger delvis ovanpå icke utgrävda ruiner av medeltidsbyggnaden Kongsgården. Verkstaden var Norges första byggnad av sitt slag. 
Byggnaden uppfördes med fasader i nygotisk stil i röd tegelsten. Byggnadens inre är uppbyggd av konstruktioner i gjutjärn.
Verkstaden ligger idag i Middelalderparken, som fortfarande (2022) är under uppbyggnad som en del av Folloprosjektet. Byggnaden används inte sedan omkring 2010, och några konkreta planer för dess framtid finns inte (2021).